# Francisco Aguirre Abad
Francisco Xavier Aguirre Abad, né le 17 avril 1808 à Guayaquil et mort le 24 décembre 1882 dans la même ville, est un homme d'État équatorien qui fut vice-président de la République de 1839 à 1843 sous le mandat du général Juan José Flores.
Opposé à la révolution Marcista, il incarne l'opposition à la politique menée par les présidents successifs de l'ère marcista. Candidat perpétuel à l'élection présidentielle, il est partisan d'une politique isolationniste et désapprouve la guerre contre la Colombie en 1850. Il s'exile en Espagne sous le régime autoritaire de Gabriel García Moreno de 1860 à 1875. Après la chute de Moreno, il est de nouveau candidat à l'élection présidentielle de 1876, puis à celle de 1878.

## Biographie

### Jeunesse
Né à Guayaquil le 17 avril 1808, il est le fils de Francisco Javier Aguirre y Cepeda et de María Dolores Abad y Fernández de Moreta.
Ses premières études ont été menées à Guayaquil, après quoi il a été envoyé au Colegio de San Luis, dans la ville de Quito.  À Quito, il dut vivre l'aboutissement de l'exploit libertaire initié à Guayaquil avec le triomphe de la révolution du 9 octobre 1820.  En effet, le 24 mai 1822 , il a assisté avec tout le peuple de Quito à la victoire des patriotes lors de la bataille historique de Pichincha, qui a définitivement scellé l'indépendance du pays. Après avoir terminé ses études, il entra à l'Université centrale où, en 1828, il obtint le titre de docteur en jurisprudence civile et canonique et rejoignit à l'âge de vingt ans le barreau.

### Carrière politique
Peu de temps après, il rentre à Guayaquil où il entame une brillante carrière d'avocat et d'homme public. Il occupe d'importants postes de chef politique de canton, de conseiller, de directeur adjoint des études et de président du conseil provincial. Plus tard, il assista à la Convention nationale réunie à Quito du 13 janvier au 18 juin 1843, où il démontra de la manière la plus claire et la plus convaincante les inconvénients du projet de réélection présenté par le général Juan José Flores, qui a exercé la présidence de la République. Il a de nouveau été élu député à l'assemblée constituante réunie à Guayaquil du 17 juin au 2 octobre 1852, et en a été élu vice-président.
Dans cette assemblée, son nom avait été proposé à la présidence de la République, mais le général José María Urbina avait été élu, lequel s'était déjà proclamé président provisoire.  Au début du mandat constitutionnel du général Urbina, il fut chargé d'engager les procédures et d'essayer de régler la dette extérieure avec les Britanniques. Grâce à son talent et à son habileté diplomatique, il parvint à signer un accord très avantageux pour la nation équatorienne.  Plus tard, en 1855, il représente l'Équateur en tant que chargé d'affaires devant le gouvernement de Lima et, un an plus tard, il est envoyé en tant que ministre plénipotentiaire.
En 1868, il est à nouveau proposé comme candidat à la présidence de la République, représentant les majorités populaires qui le voient comme l'homme le plus qualifié pour diriger les destinées du pays.
En 1878, le premier vice-président nommé a élu le congrès national à Ambato pour accompagner le général Ignacio de Veintemilla au cours de son gouvernement constitutionnel.  La même année, le Conseil des médecins des Guayas le nomma recteur de l'Université de Guayaquil et, dans une démonstration de patriotisme sincère et de désintérêt, démissionna immédiatement au premier poste pour pouvoir accepter le second, qu'il accomplit avec sacrifice et renoncement à soi-même. d'enseignant jusqu'au jour de sa mort.